# Локалита Карпани (Ферара)
Локалита Карпани је насеље у Италији у округу Ферара, региону Емилија-Ромања.
Према процени из 2011. у насељу је живело 66 становника. Насеље се налази на надморској висини од -2 м.